# Oleh Vyšnevs'kyj
Oleh Viktorovyč Vyšnevs'kyj (in ucraino Олег Вікторович Вишневський?; Perečyn, 4 ottobre 1995) è un calciatore ucraino, attaccante dell'Užhorod.

## Carriera
Ha iniziato a giocare nelle serie minori dei campionati ucraino e slovacco. Nel 2021 è stato acquistato dal Mynaj, con cui ha esordito in Prem"jer-liha il 31 luglio 2021 in occasione dell'incontro vinto 1-0 contro l'Oleksandrija, dove ha segnato il gol decisivo per la vittoria.

## Statistiche

### Presenze e reti nei club
Statistiche aggiornate al 21 dicembre 2022.
| Stagione         | Squadra          | Campionato       | Campionato | Campionato | Coppe nazionali | Coppe nazionali | Coppe nazionali | Coppe continentali | Coppe continentali | Coppe continentali | Altre coppe | Altre coppe | Altre coppe | Totale | Totale |
| Stagione         | Squadra          | Comp             | Pres       | Reti       | Comp            | Pres            | Reti            | Comp               | Pres               | Reti               | Comp        | Pres        | Reti        | Pres   | Reti   |
| ---------------- | ---------------- | ---------------- | ---------- | ---------- | --------------- | --------------- | --------------- | ------------------ | ------------------ | ------------------ | ----------- | ----------- | ----------- | ------ | ------ |
| 2018-2019        | FC Košice        | 2L               | ?          | ?          | CS              | 3               | 0               |                    | -                  | -                  |             | -           | -           | 3+     | 0+     |
| 2019-2020        | FC Košice        | 1L               | 10         | 3          | CS              | 2               | 1               |                    | -                  | -                  |             | -           | -           | 12     | 4      |
| 2020-mar. 2021   | FC Košice        | 1L               | 3          | 0          | CS              | 1               | 1               |                    | -                  | -                  |             | -           | -           | 4      | 1      |
| Totale FC Košice | Totale FC Košice | Totale FC Košice | 13+        | 3+         |                 | 6               | 2               |                    | -                  | -                  |             | -           | -           | 19+    | 5+     |
| mar.-giu. 2021   | Užhorod          | 2L               | 13         | 5          | CU              | -               | -               |                    | -                  | -                  |             | -           | -           | 13     | 5      |
| 2021-2022        | Mynaj            | PL               | 13         | 3          | CU              | 1               | 1               |                    | -                  | -                  |             | -           | -           | 14     | 4      |
| 2022-2023        | Mynaj            | PL               | 13         | 2          |                 | -               | -               |                    | -                  | -                  |             | -           | -           | 13     | 2      |
| Totale Mynaj     | Totale Mynaj     | Totale Mynaj     | 26         | 5          |                 | 1               | 1               |                    | -                  | -                  |             | -           | -           | 27     | 6      |
| Totale carriera  | Totale carriera  | Totale carriera  | 52+        | 13+        |                 | 7               | 3               |                    | -                  | -                  |             | -           | -           | 59+    | 16+    |